# Äquivalenzproblem
Als Äquivalenzproblem bezeichnet man in der Theoretischen Informatik das Problem, zu entscheiden, ob zwei formale Definitionen von zwei Sprachen {\displaystyle L_{1}} und {\displaystyle L_{2}} äquivalent sind, also {\displaystyle L_{1}=L_{2}} gilt.
So können die Sprachen durch Grammatiken oder Automaten oder auch ganz anders definiert sein.
Das Äquivalenzproblem ist für reguläre Grammatiken und deterministisch kontextfreie Grammatiken entscheidbar, für nichtdeterministische kontextfreie ist es unentscheidbar. Offenbar ist es sinnvoll, nach der Komplexität des Äquivalenzproblems zu fragen, wenn das Problem entscheidbar ist. In diesem Fall kann diese Komplexität ganz erheblich von der vorgegebenen Art, wie die Sprache definiert wird, abhängen.
Für reguläre Sprachen ist das Äquivalenzproblem wegen der Entscheidbarkeit des Leerheitsproblems und der Abschlusseigenschaften entscheidbar, da {\displaystyle L_{1}=L_{2}} genau dann, wenn {\displaystyle (L_{1}\cap {\overline {L_{2}}})\cup (L_{2}\cap {\overline {L_{1}}})=\emptyset }.
Liegen die Sprachen {\displaystyle L_{1}} und {\displaystyle L_{2}} schon in Form von DEAs vor, so kann man das Äquivalenzproblem auch entscheiden, indem man von beiden DEAs jeweils die Minimalautomaten bildet und diese dann auf Isomorphie überprüft. Ist das der Fall, so sind die beiden Sprachen {\displaystyle L_{1}} und {\displaystyle L_{2}} ebenfalls äquivalent.